# Drahotuš
Hrad Drahotuš je zřícenina středověkého hradu ležící na území části Slavkov obce Kozlov v okrese Olomouc v Olomouckém kraji, nad vesnicí Podhoří, místní části města Lipník nad Bečvou v okrese Přerov. Hrad se nachází v pohoří Oderské vrchy. Zbytky hradu jsou chráněny jako kulturní památka České republiky.

## Historie
Hrad Drahotuš založil přerovský purkrabí a moravský maršálek Bohuš z Drahotuš na výsluze, kterou mu v šedesátých letech 13. století daroval král Přemysl Otakar II. Důvodem zřízení hradu je střežení kupeckých tras Moravské brány.
Po hradu Drahotuš se Bohuš poprvé uvádí roku 1269. Páni z Drahotuš drželi hrad až do roku 1371, kdy ho prodali moravskému markraběti Janu Jindřichovi. Markrabě Jošt ho roku 1408 zastavil Ctiborovi z Cimburka a král Václav IV. ho dal roku 1416 Lackovi z Kravař.
Na konci husitských válek se hradu zmocnil Boček Puklice z Pozořic, jemuž ho roku 1446 zapsal jeho legální držitel Hynek z Valdštejna a Židlochovic. V polovině 15. století držel Drahotuš Vok ze Sovince, ale poté se hrad vrátil pánům z Cimburka, resp. Ctiboru Tovačovskému z Cimburka. Ten v roce 1476 prodal hrad Vilémovi z Pernštejna. Hrad poté ztratil svoji sídelní funkci a zanikl.

## Galerie

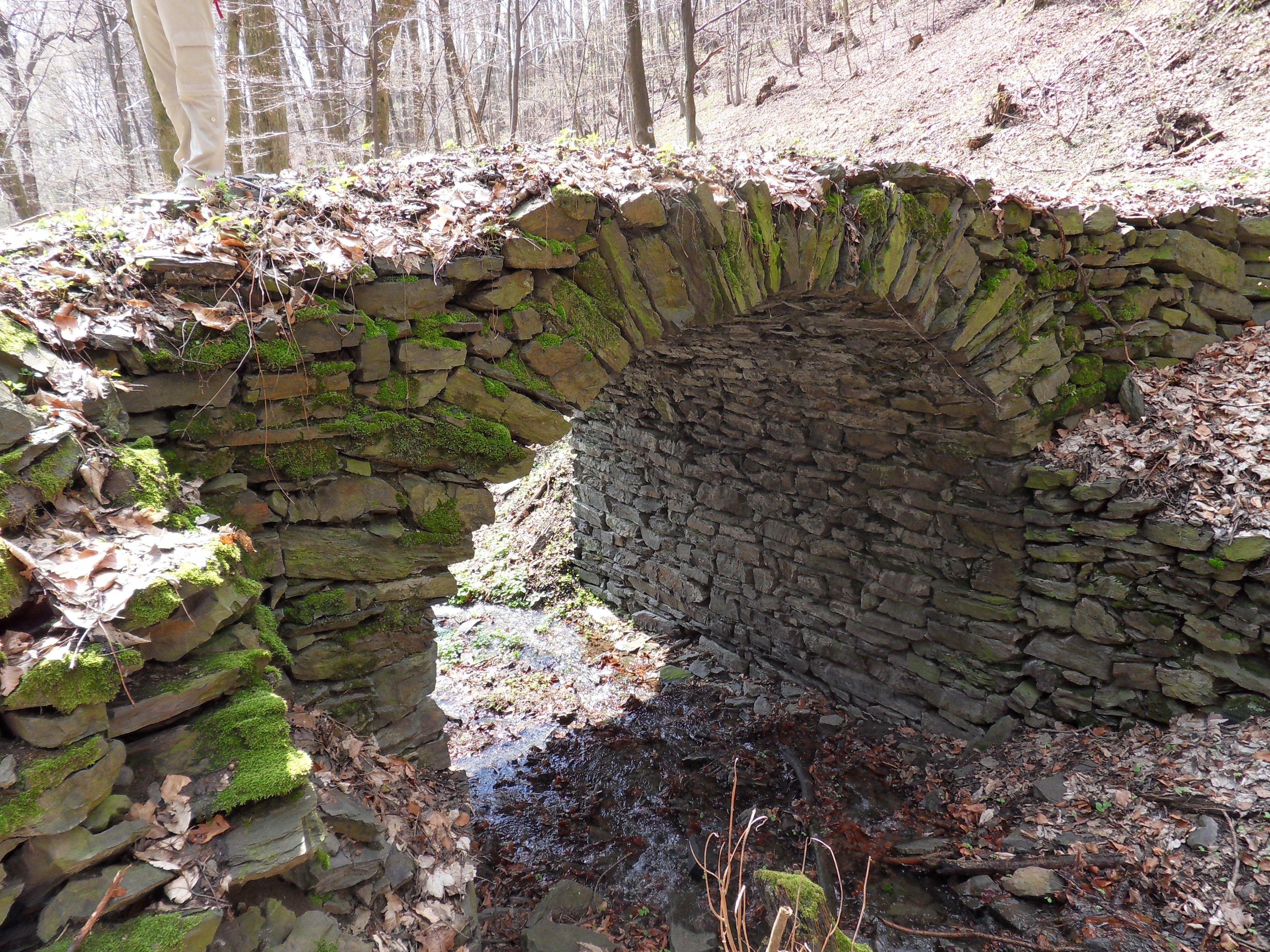
Kamenný most nad Podhořím v Oderských vrších poblíže hradu Drahotuš
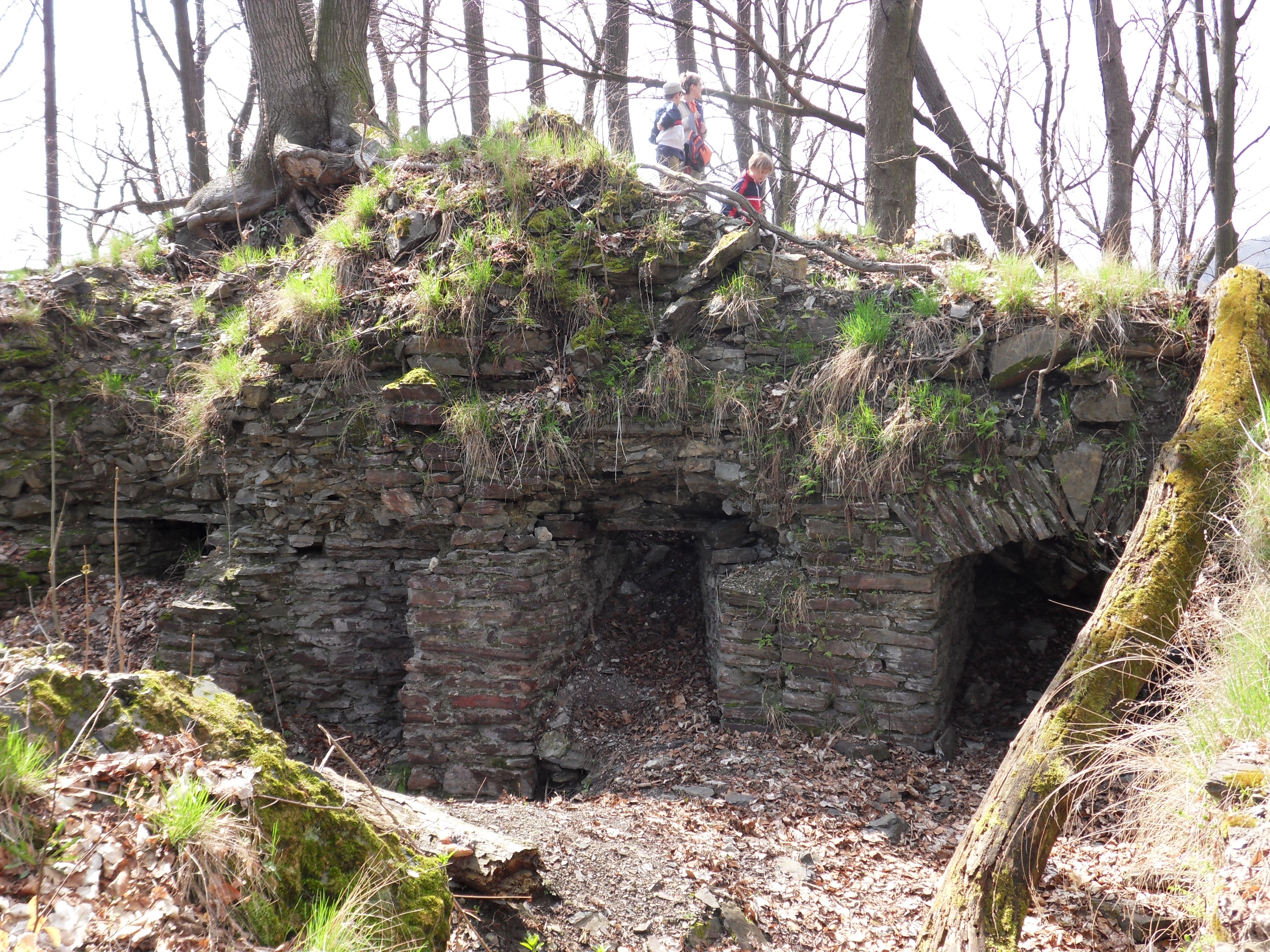
Hrad Drahotuš
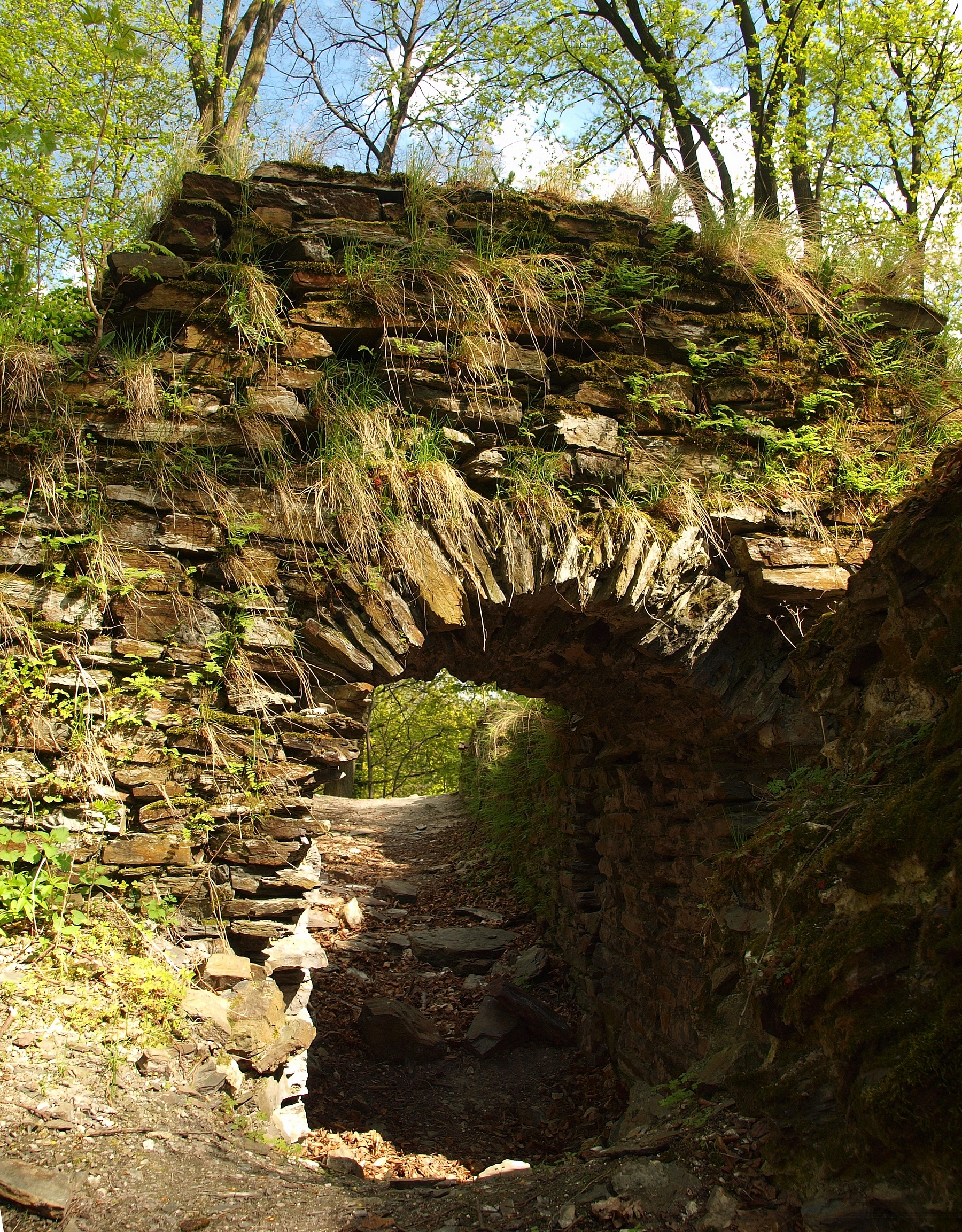
Hrad Drahotuš

## Další informace
Hrad se nachází na výběžku masivu kopce Juřacka v místě zvaném Hradisko.
Poblíže hradu, severním směrem, se nacházejí bývalé doly, které jsou veřejnosti nepřístupné.